# Saint Augustin dans son cabinet de travail (Botticelli, Offices)
Pour les articles homonymes, voir Saint Augustin dans son cabinet de travail.
Saint Augustin dans son cabinet de travail (en italien : Sant'Agostino nello studio) est un tableau, peint vers 1490-1494 par Sandro Botticelli.
Cette tempera sur panneau de petit format, 41 × 27 cm, est conservée aux Offices de Florence.
Ses petites dimensions semblent de toute évidence se rapporter à une peinture destinée à la dévotion personnelle et à être vue de près.

## Données historiques
Se basant sur les habits portés par le saint, Ronald Lightbown suggère que le commanditaire du tableau est peut-être un ermite augustin du couvent florentin de Santo Spirito.
Le tableau a appartenu au collectionneur et mécène Bernardo Vecchietti. Giorgio Vasari prétend l'avoir vu dans la maison de ce dernier et l'attribue à Filippo Lippi. Vincenzo Borghini, en 1584, confirme la présence du panneau dans la collection du mécène, plus précisément dans sa villa Il Riposo, le qualifie de « très belle peinture de Botticelli », mais ne fait mention d'aucune œuvre de Lippi.
Acheté par le peintre Ignazio Hugford en 1771, il est acquis à la mort de ce dernier, en 1778, par Piero Pieralli. Peu de temps après, en 1779, il entre dans les collections de la Galerie des Offices.

## Attribution et datation
Le tableau est toujours présenté comme une œuvre de Filippo Lippi, notamment lors d'une exposition à l'Académie du dessin de Florence, en 1567 ; finalement, cette attribution, le fait de Vasari, est contestée à la fin du XIXe siècle. Le premier à soutenir la paternité botticellienne est Giovanni Morelli, en 1890, puis Herbert Horne en 1908.
Aujourd'hui, l'intégration de ce Saint Augustin au corpus de Botticelli est bien justement unanime.
Des similitudes stylistiques, relevées notamment par Horne avec « la tête et les mains du saint tracées avec la nervosité qui caractérisait déjà La Calomnie d'Apelle » plaident pour une datation dans la dernière décennie du XVe siècle. À cette période s'observe un changement de thématique pour les commandes passées aux artistes, consécutivement aux prédications de Jérôme Savonarole. La représentation des saints, transmetteurs du message divin par leurs écrits, est ainsi mise en lumière.

## Description
La scène, dont la perspective très étudiée et le soin apporté aux ornements architecturaux, sont dus vraisemblablement à la « virtuosité optique » de Botticelli, représente saint Augustin en plein travail d'écriture, assis dans son cabinet de travail et accoudé à une table, posée sur un socle surélevé. Un rideau, placé sous la voûte et tiré avec élan sur le côté gauche, dégage la vue sur le saint, lequel porte un scapulaire noir, un rappel de son ordre et une chape d'évêque, dont la couleur vive s'oppose à la tonalité sombre de la pièce. Le sol est jonché de morceaux de papier froissés et de plumes usagées.
La cellule, austère mais néanmoins raffinée, dont l'architecture en pietra serena, ce matériau alors très utilisé en Toscane, évoque une chapelle étroite d’église, est voûtée en plein cintre avec un intrados décoré de 24 caissons. Une porte est percée dans le mur de droite et forme une symétrie avec l'étagère de livres du mur opposé. La lunette du mur du fond est décorée d'un faux relief, une Vierge à l'Enfant, une allusion des écrits du saint sur la mère du Christ. De part et d'autre de l'arc, est représenté, également en faux relief, le profil de deux empereurs romains dans un médaillon formé d'une guirlande de laurier, qui pourraient être, selon Lighbown, Flavius Arcadius et Flavius Honorius ; contemporains de saint Augustin, ils sont, respectivement, premier empereur romain d'Orient et empereur romain d’Occident.

## Analyse
Les morceaux de papier froissés et les plumes usagées indiquent un travail d'écriture intense, jugé partiellement insatisfaisant par le saint et introduisent une notion de temps dans la scène.
L'accord entre le personnage et son espace n'est pas respecté par Botticelli dans ce tableau. D'une part, le saint ne peut manifestement pas se lever et se tenir debout dans sa cellule ; d'autre part, la porte n'est absolument pas proportionnelle à la taille de saint Augustin.

## Le thème de saint Augustin par Botticelli
Saint Augustin dans son cabinet de travail est traité à deux autres reprises par Botticelli.
Commandé par la famille Vespucci, le double patronage des frères Nastagio et Giorgio Antonio étant généralement admis, Botticelli peint à fresque, en 1480, Saint Augustin dans son cabinet de travail dans l'église Ognissanti de Florence, face au Saint Jérôme dans son cabinet de travail de Domenico Ghirlandaio.
Entre 1488 et 1490, Botticelli représente une nouvelle fois saint Augustin dans l'une des cinq scènes de la prédelle du Retable de San Marco, conservé également aux Offices.

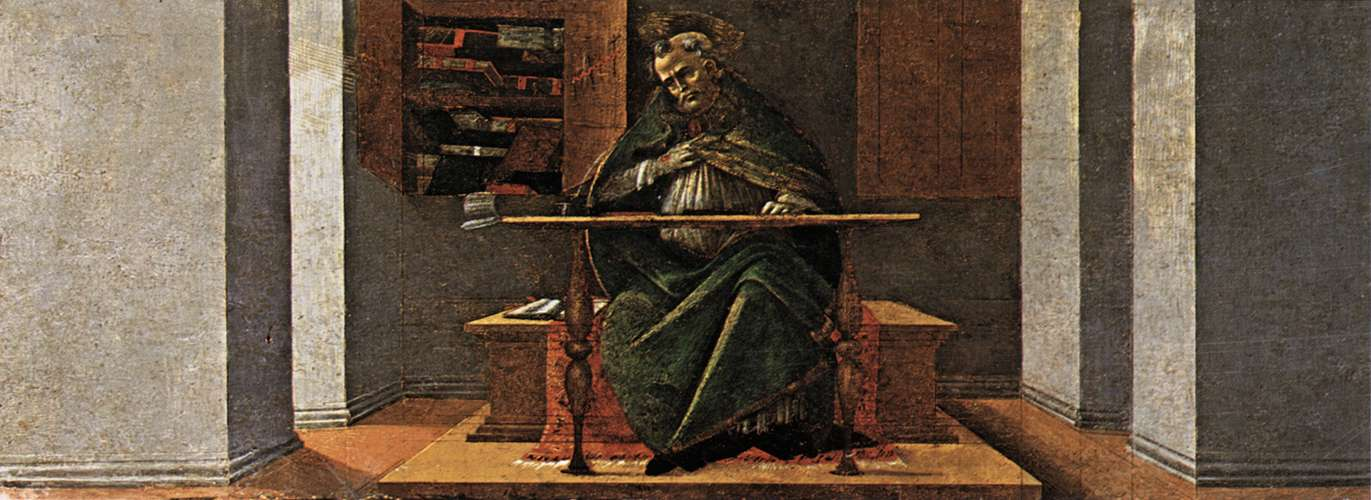
Une des cinq scènes de la prédelle du retable de San Marco, Galerie des Offices.
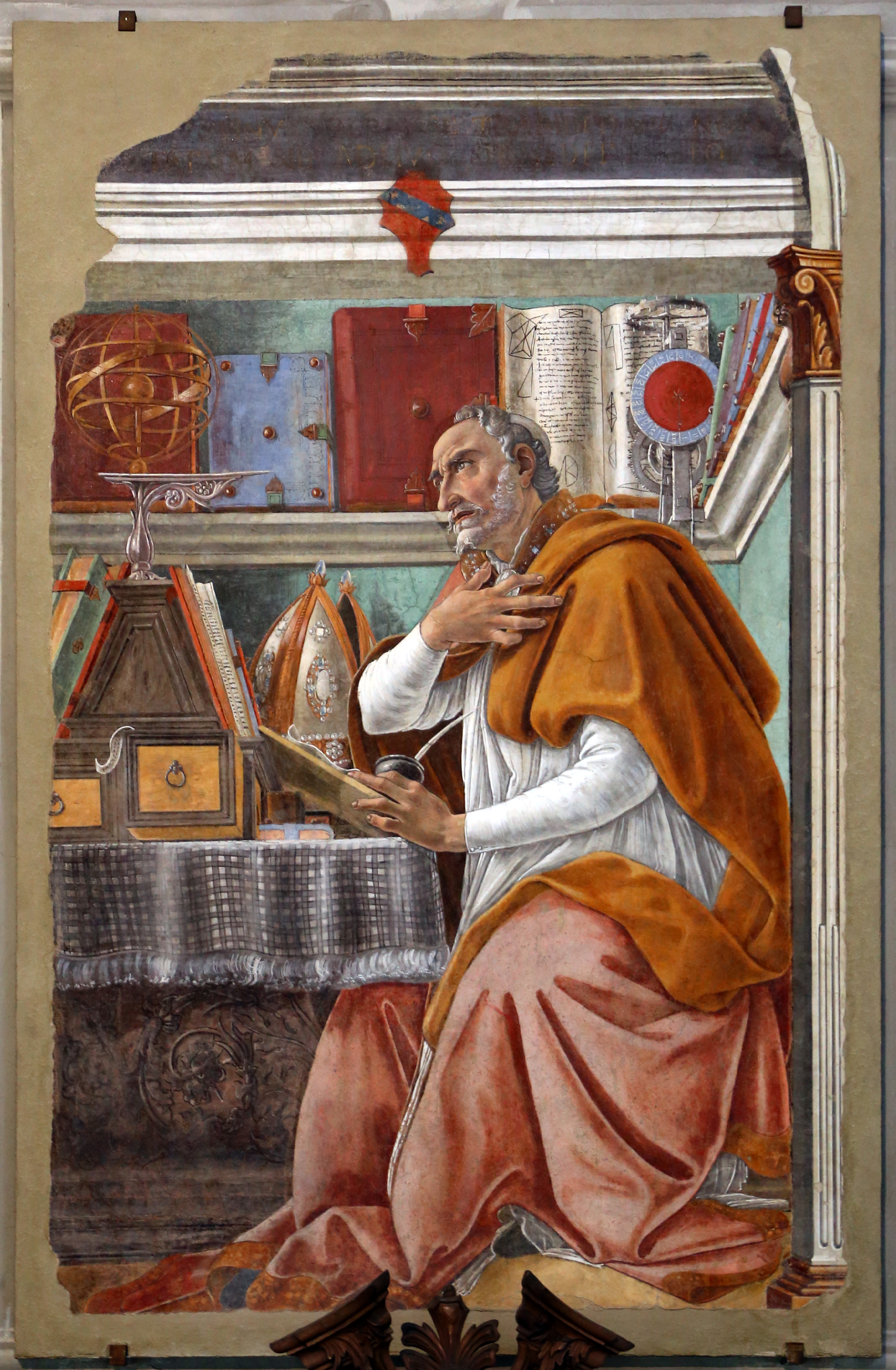
Saint Augustin dans son cabinet de travail, Église Ognissanti de Florence
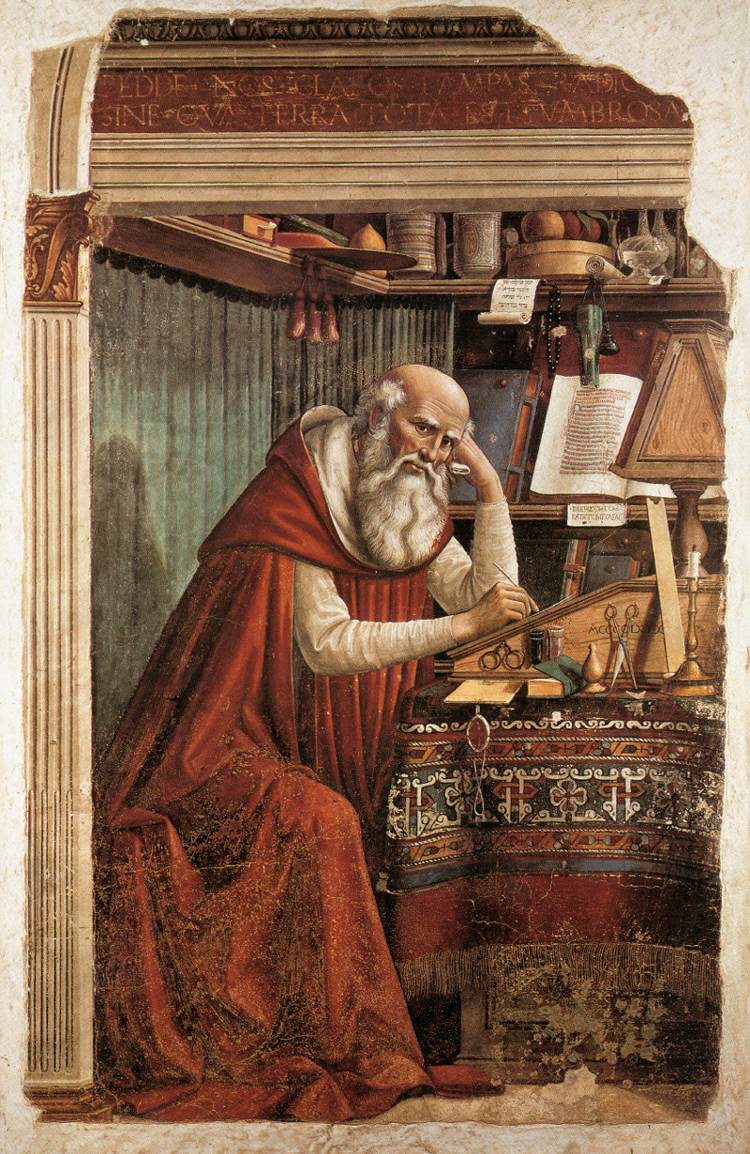
Saint Jérôme dans son cabinet de travail, Église Ognissanti de Florence (pendant du saint Augustin)